# Хотимир (кнез)
Хотимир је био кнез карантанијских Словена (751—769) и братанац кнеза Борута (?—749). Он је као младић, заједно са братом од стрица Гораздом (749—751), послат у Баварску као талац да би био гарант да ће кнез Борут испуњавати своје вазалне обавезе према баварском војводи. Током свог боравка у Баварској, њих двојица су примили хришћанство и након Борутове смрти 749. године, његов син Горазд је постао први хришћански кнез Карантаније. После његове смрти 751. године, власт је преузео Хотимир. Током његове владавине, настављено је ширење хришћанства међу Карантанцима, као и увођење феудалних односа, што је започето још у доба Борутове владавине. Његова политика је изазвала револт међу локалним становништвом и оно је подигло устанак против Хотимирове власти. Након трогодишњих борби, он је уз помоћ Бавараца успео да угуши устанак и остане на власти. Умро је 769. године.